# Storfjord språksenter

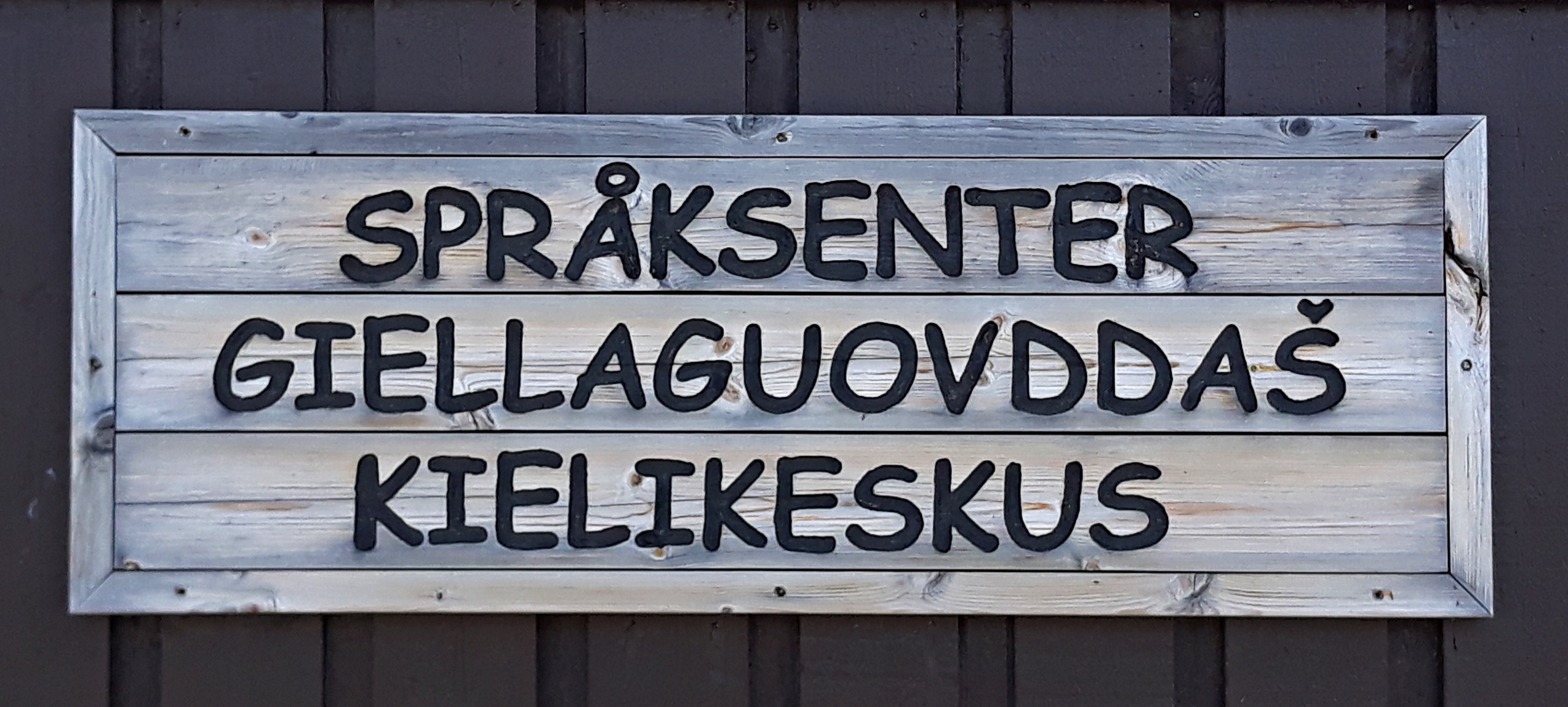
Skylt vid språkcentrumet.

Storfjord språksenter är ett norskt språkcentrum för nordsamiska, kvänska och finska i Storfjords kommun i Troms fylke.
Storfjord språksenter inrättades 2010. Det arbetar med språkundervisning för vuxna och läromedelsutveckling samt kulturkurser och -evenemang. 
Storfjord språksenter är lokaliserat till Nordkalottsenteret i Skibotn.